# Louisville, Colorado
Louisville là một thành phố thuộc quận Boulder, tiểu bang Colorado, Hoa Kỳ. Thành phố có diện tích km², dân số thời điểm năm 2000 theo điều tra của Cục điều tra dân số Hoa Kỳ là 18.937 người2. Louisville đã bắt đầu là một cộng đồng khai thác khoáng sản năm 1877, đã trải qua một giai đoạn bạo động lao động đầu thế kỷ 20 và sau đó các mỏ bị đóng cửa cuối thập niên 1950.